# Angels Camp
Angels Camp is een plaats in Calaveras County in Californië in de VS.

## Geografie
De totale oppervlakte bedraagt 7,8 km² (3,0 mijl²) wat allemaal land is.

## Demografie
Bij de volkstelling in 2000 werd het aantal inwoners vastgesteld op 3004, bestaande uit:
- 93,14% blanken
- 0,20% zwarten of Afrikaanse Amerikanen
- 1,83% inheemse Amerikanen
- 0,47% Aziaten
- 0,03% mensen afkomstig van eilanden in de Grote Oceaan
- 1,43% andere
- 2,90% twee of meer rassen
- 8,09% Latino

Er waren 1286 gezinnen en 856 families in Angels Camp. De gemiddelde gezinsgrootte bedroeg 2,34.
In 2006 is het aantal inwoners door het United States Census Bureau geschat op 3823, een stijging van 819 (27,3%).

## Geografie
Volgens het United States Census Bureau beslaat de plaats een oppervlakte van
7,8 km², geheel bestaande uit land.

## Plaatsen in de nabije omgeving
De onderstaande figuur toont nabijgelegen plaatsen in een straal van 24 km rond Angels City.